# Halicyclops continentalis
Halicyclops continentalis – gatunek widłonoga z rodziny Halicyclopidae. Występuje na zachodnim wybrzeżu japońskiej wyspy Kiusiu oraz na wschodnim wybrzeżu Chin – od Kantonu po Tiencin.

## Systematyka
Gatunek Halicyclops continentalis opisali w 2009 roku japońscy zoolodzy Hiroshi Ueda i Hidefumi Nagai na podstawie holotypej samicy złowionej w sierpniu 1997 roku przy ujściu rzeki Honmyo-gawa w zbiorniku retencyjnym zatoki Isahaya (japońska wyspa Kiusiu, współrzędne 32°53′02″N 130°08′10″E/32,883889 130,136111). Autorzy wykazali, że gatunek ten wcześniej (w 1979 roku) opisali ze wschodnich wybrzeży Chin chińscy badacze Tai i Chen, jednak błędnie identyfikując go jako Halicyclops sinensis Kiefer, 1928. Epitet gatunkowy continentalis odnosi się do występowania gatunku wzdłuż wybrzeży wschodniej części kontynentu azjatyckiego.